# Grästjärnen (Hanebo socken, Hälsingland)
Grästjärnen är en sjö i Bollnäs kommun i Hälsingland och ingår i Testeboåns huvudavrinningsområde. Sjön har en area på 0,0895 kvadratkilometer och ligger 254,9 meter över havet.

## Delavrinningsområde
Grästjärnen ingår i det delavrinningsområde (677113-152827) som SMHI kallar för Mynnar i Testeboån. Medelhöjden är 276 meter över havet och ytan är 2,27 kvadratkilometer. Räknas de 12 avrinningsområdena uppströms in blir den ackumulerade arean 34,94 kvadratkilometer. Vattendraget som avvattnar avrinningsområdet har biflödesordning 2, vilket innebär att vattnet flödar genom totalt 2 vattendrag innan det når havet efter 82 kilometer. Avrinningsområdet består mestadels av skog (87 procent). Avrinningsområdet har 0,09 kvadratkilometer vattenytor vilket ger det en sjöprocent på 3,8 procent.